# مخيف أو يموت (فلم)
مخيف أو يموت أو تيرور بايت (بالإنجليزية: Scary or Die)، هو فيلم الرعب. الفيلم من إخراج بوب بادواي ومايكل ايمانويل وكوربن بلو. والكاتب بوب بادواي وأيضا مايكل ايمانويل. وبطولة كوربن بلو، بيل أوبيرست جونيور، أندرو كالدويل، نيكي مور.

## القصة
يعرض الفيلم 5 قصص متنوعة وهي

### The Crossing
يذهب 3 أشخاص رجلين وإمراة إلى منطقة حدودية وهناك تكتشف الإمراة أن مرافقيها يقومون بقتل المهاجرين غير الشرعيين ودفنهم ويقوم أحد الرجلين بإسقاط مشروب ذو طعم سئ على القبور لذا ينهض الموتى ويقومون بقتل الرجلين أما الفتاة فهي تهرب لكن يتم قتلها على يد حرس الحدود.

### TaeJung's Lament
رجل من أصل أسيوي يعيش وحيد بعد فقدانه لزوجته ويصبح متأثر بكل إمراة تشبهها يكون جالس في أحد الأيام على كرسي ويرى إمراة أسيوية يتم خطفها لذا يقوم باللحاق بالخاطف وينجح في ضربه على رأسه وإنقاذ المراة، تقوم المراة بشكره ودعوته لمنزلها ويلبي الدعوة فعلا ويلاحظ انها تعيش في قصر فيه الكثير من الخدم تقوم المرأة بتقبيله بينما يحيط به عدد من الخادمات ثم يقوم رجل غريب بإقتحام القصر وقتل الخدم خارج الغرفة وفي هذه الاثناء تقوم المرأة بعض الرجل ونكتشف انها مصاصة دماء أما الرجل الذي حاول قتلها وإقتحم القصر هو صائد مصاصي الدماء فان هيلسنغ.

### Re-Membered
يقوم شرطي فاسد بتنفيذ مهمة تقتضي قتل رجل وتقطيعه والتخلص من جثته يقوم الشرطي بهذا الأمر واثناء توجهه للتخلص من الجثة يلاحظ أمور غريبة جدا لذا عندما ينزل ويرى الجثة يجدها غير موجودة ويقوم صاحبها بالإختفاء خلفه وذبحه بمنشار.

### Clowned
يقوم مهرج بعض رجل أخر ويبدأ مكان الغضة بالتعفن ثم يلاحظ الرجل أنه هو نفسه بدأ يتحول لمهرج متعطش للحم البشر.

### Lover Come Back
تعود إمراة قام حبيبها بقتلها للإنتقام لأن جدها مارس عليها سحر الفودو لما كانت طفلة صغيرة.

## طاقم التمثيل
| الممثل             | الدور     |
| ------------------ | --------- |
| كوربن بلو          | أيميت     |
| بيل أوبيرست جونيور | بوك       |
| أندرو كالدويل      | بيل بلوتو |
| نيكي مور           | أنجيلا    |
| ديفيد رايفرز       | غران بير  |